# Козлівщина (Логойський район)
Козлівщина — (біл. вёска Казьлеўшчына), село (веска) в складі Логойського району розташоване в Мінській області Білорусі, підпорядковане Янушковицькій сільській раді.
Село Козлівщина розташоване в центральних районах Білорусі, у північній частині Мінської області - орієнтовне розташування [Архівовано 16 Травня 2020 у Wayback Machine.].